# Archidasyphyllum
Archidasyphyllum, rod glavočika sa dvije vrste južnoameričkog drveća iz Čilea i Argentine.. Prvi puta opisan je 1959. kao podrod roda Dasyphyllum, a 2019. kao novi rod.

## Vrste
1. Archidasyphyllum diacanthoides (Less.) P.L.Ferreira, Saavedra & Groppo
2. Archidasyphyllum excelsum (D.Don) P.L.Ferreira, Saavedra & Groppo

## Sinonimi
- Dasyphyllum subgen.Archidasyphyllum Cabrera